# Neuchâtel-Urtière
 Neuchâtel-Urtière  es una población y comuna francesa, en la región de Borgoña-Franco Condado, departamento de Doubs, en el distrito de Montbéliard y cantón de Pont-de-Roide.

## Demografía
| 83 | 73 | 66 | 83 | 129 | 149 |
| Para los censos de 1962 a 1999 la población legal corresponde a la población sin duplicidades (Fuente: INSEE [Consultar]) |    |    |    |     |     |